# The Cult
The Cult — британская рок-группа, возникшая в своём исходном составе в Брадфорде в 1981 году. В течение многих лет группа меняла составы, самые постоянные участники — вокалист Иан Эстбери и гитарист Билли Даффи, оба писали песни для группы.
В начале своего существования группа выступила в роли одного из основоположников развивавшейся в Англии сцены постпанка. Стиль их музыки ассоциировался в прессе с готик-роком, находясь под влиянием мистицизма, ассоциировавшегося с американскими индейцами и группами психоделического рока, такими как The Doors.
После переезда в Лондон и выпуска своего второго альбома «Love», «The Cult» завоевал более широкую аудиторию, оказавшись на 4-м месте в чартах Великобритании и выпустив несколько популярных синглов, таких как «She Sells Sanctuary» и «Rain». При этом группа отошла от своего изначального звучания, сблизившись с хард-роком. Выпустив альбом «Electric» и сингл «Love Removal Machine», они попали на американский рынок; альбом «Sonic Temple» также достиг большого коммерческого успеха.
В начале 1990-х группа переживала кризис из-за злоупотребления алкоголем и закулисных трений между участниками. В начале 1995 года «The Cult» распался, столкнувшись с непреодолимыми препятствиями во время южно-американского турне. Между 1999 и 2002 гг. группа воссоединилась для записи альбома «Beyond Good and Evil» и переиздала все свои альбомы в Азии и в Восточной Европе в 2003 году и в Японии в 2004 году. В 2006 году группа воссоединилась снова для проведения нескольких мировых турне.
В октябре 2007 года группа выпустила альбом «Born into This» на лейбле «Roadrunner Records». Перед этим группа приняла участие в нескольких фестивалях и дала несколько интервью, а также провела совместный тур с «The Who» в Европе летом 2007 года и собиралась провести ещё один в США. В мае 2008 года, по сообщениям газеты «The Gauntlet», «The Cult» расторгли контракт с «Roadrunner Records» после записи всего одного альбома.
В 2012 году, после 4-летнего перерыва, группа выпустила альбом «Choice of Weapon» на лейбле Cooking Vinyl.
В июле 2012 года во время гастролей по Европе на мосту по дороге из хорватского города Сплит в столицу Словении Любляну гастрольный автобус «The Cult» попал в аварию. В результате инцидента травмы шеи, спины и плеча получил вокалист Ян Эстбери.

Внезапно автобус резко изменил направление движения, ударился об ограждение, накренился на 45 градусов, потом принял обычное положение и резко встал. Только ограждение не позволило нам всем упасть с высоты 25 метров".
— Ян Эстбери

## Дискография

### Студийные альбомы
- Dreamtime (1984)
- Love (1985)
- Electric (1987)
- Sonic Temple (1989)
- Ceremony (1991)
- The Cult (1994)
- Beyond Good and Evil (2001)
- Born into This (2007)
- Choice of Weapon (2012)
- Electric Peace (2013)
- Hidden City (2016)
- Under the Midnight Sun (2022)

### Концертные альбомы
- Dreamtime Live at the Lyceum (1984)
- Live at the Marquee (1993)